# キャメロット (ゲーム会社)
株式会社キャメロット（CAMELOT CO., LTD.）は、日本のゲーム会社。

## 歴史
1990年、エニックスを経てクライマックスの設立に参画した高橋宏之とビジネス用ソフトを制作する会社に在籍していた高橋秀五の兄弟がセガの出資を受け「株式会社ソニック」を設立。『シャイニング・フォース 神々の遺産』をはじめとするRPGシリーズ『シャイニング・シリーズ』を開発した。
会社名の由来は出資を受けたセガのマスコットキャラクター「ソニック・ザ・ヘッジホッグ」から。他の候補としては、同じくセガのキャラクターである「オパオパ」などが挙げられていた。
設立以降セガのプラットフォームでの開発が続けられたが、1994年4月4日、他機種参入のために「株式会社キャメロット」を設立し、弟の秀五が社長に就任した。デビュー作はRPG『ビヨンド ザ ビヨンド 〜遥かなるカナーンへ〜』で、次作『みんなのGOLF』が大ヒットする。
設立当初はソニックを兄の宏之が、キャメロットを弟の秀五が担当していたが、両社は同じビル内にあり、主要スタッフも同じであることから『シャイニング・フォースIII』の開発を機に両社は合併し（存続会社はキャメロット）、宏之が社長、秀五が副社長になる。その後、任天堂へのゲームソフトの供給に着手。『マリオゴルフ』『マリオテニス』シリーズのほか、RPGの『黄金の太陽』シリーズも開発した。
2006年8月1日、ソフトバンクグループのイレブンアップと協力し、Windows用オンラインゲーム『ゴルフだいすき!〜I LOVE GOLF!〜』を開発することを発表。当面、任天堂製のハードにゲームソフトを供給しないことを明らかにしたものの、『ゴルフだいすき!』は開発が難航してベータテストも中止され、その後、公式サイトが閉鎖されるなど一切の情報が途絶えた状況となっていた。
2007年、Wii向けの体感ゴルフゲーム『WE LOVE GOLF!』をカプコンより発売した。その後しばらくは目立った活動は無かったが、2009年開催のゲーム見本市「E3」で『黄金の太陽』シリーズの新作となる『黄金の太陽 漆黒なる夜明け』（2010年発売）を発表、その後は再び『マリオテニス』『マリオゴルフ』シリーズの開発を行っている。
また、2009年以降は、フィーチャーフォンとスマートフォンのUI設計や対応アプリの開発も手掛けている。

## 開発作品
| タイトル                                          | 発売日         | 発売元                                 | ハード                      | 販売本数 | 販売本数 | 備考                                                                                               |
| ------------------------------------------------- | -------------- | -------------------------------------- | --------------------------- | -------- | -------- | -------------------------------------------------------------------------------------------------- |
| シャイニング&ザ・ダクネス                         | 1991年3月29日  | セガ・エンタープライゼス               | メガドライブ                |          |          | |
| シャイニング・フォース 神々の遺産                 | 1992年3月20日  | セガ・エンタープライゼス               | メガドライブ                | 30万本   |          | ソニック名義での開発。                                                                             |
| シャイニング・フォース外伝 遠征・邪神の国へ       | 1992年12月25日 | セガ・エンタープライゼス               | ゲームギア                  |          |          | ソニック名義での開発。                                                                             |
| シャイニング・フォース外伝II 邪神の覚醒           | 1993年6月25日  | セガ・エンタープライゼス               | ゲームギア                  |          |          | ソニック名義での開発。                                                                             |
| シャイニング・フォースII 古えの封印               | 1993年10月1日  | セガ・エンタープライゼス               | メガドライブ                |          |          | ソニック名義での開発。                                                                             |
| シャイニングフォースCD                            | 1994年7月22日  | セガ・エンタープライゼス               | メガCD                      |          |          | ソニック名義での開発。                                                                             |
| シャイニング・フォース外伝 ファイナルコンフリクト | 1995年6月30日  | セガ・エンタープライゼス               | ゲームギア                  |          |          | ソニック名義での開発。                                                                             |
| シャイニング・ウィズダム                          | 1995年8月11日  | セガ・エンタープライゼス               | セガサターン                |          |          | ソニック名義での開発。                                                                             |
| ビヨンド ザ ビヨンド 〜遥かなるカナーンへ〜       | 1995年11月3日  | ソニー・コンピュータエンタテインメント | PlayStation                 |          |          | |
| シャイニング・ザ・ホーリィアーク                  | 1996年12月20日 | セガ・エンタープライゼス               | セガサターン                |          |          | ソニック名義での開発。                                                                             |
| みんなのGOLF                                      | 1997年7月17日  | ソニー・コンピュータエンタテインメント | PlayStation                 | 213万本  |          | 初代のみキャメロットが開発。                                                                       |
| シャイニング・フォースIII シナリオ1 王都の巨神    | 1997年12月11日 | セガ・エンタープライゼス               | セガサターン                |          |          | |
| シャイニング・フォースIII シナリオ2 狙われた神子  | 1998年4月29日  | セガ・エンタープライゼス               | セガサターン                |          |          | |
| シャイニング・フォースIII シナリオ3 氷壁の邪神宮  | 1998年9月23日  | セガ・エンタープライゼス               | セガサターン                |          |          | |
| シャイニング・フォースIII プレミアムディスク      | 1998年12月     | セガ・エンタープライゼス               | セガサターン                |          |          | 非売品であり、各シナリオのマニュアルにある応募券をすべて揃えることで応募できる特典ディスクである。 |
| マリオゴルフ64                                    | 1999年6月11日  | 任天堂                                 | NINTENDO 64                 | 47万本   |          | |
| マリオゴルフGB                                    | 1999年8月10日  | 任天堂                                 | ゲームボーイカラー          | 22万本   |          | |
| マリオテニス64                                    | 2000年7月21日  | 任天堂                                 | NINTENDO64                  | 110万本  |          | |
| マリオテニスGB                                    | 2000年11月1日  | 任天堂                                 | ゲームボーイカラー          | 36万本   |          | |
| モバイルゴルフ                                    | 2001年5月11日  | 任天堂                                 | ゲームボーイカラー          |          |          | |
| 黄金の太陽 開かれし封印                           | 2001年8月1日   | 任天堂                                 | ゲームボーイアドバンス      | 46万本   | 176万本  | |
| 黄金の太陽 失われし時代                           | 2002年6月28日  | 任天堂                                 | ゲームボーイアドバンス      | 34万本   | 122万本  | |
| マリオゴルフ ファミリーツアー                     | 2003年9月5日   | 任天堂                                 | ニンテンドー ゲームキューブ | 19万本   |          | |
| マリオゴルフ GBAツアー                            | 2004年4月22日  | 任天堂                                 | ゲームボーイアドバンス      | 9万本    |          | |
| マリオテニスGC                                    | 2004年10月28日 | 任天堂                                 | ニンテンドーゲームキューブ  | 38万本   |          | |
| マリオテニスアドバンス                            | 2005年9月13日  | 任天堂                                 | ゲームボーイアドバンス      | 13万本   |          | |
| WE LOVE GOLF!                                     | 2007年12月13日 | カプコン                               | Wii                         |          |          | カプコンの他のゲームのキャラクターのコスチュームをプレイキャラクターに着せることができる。         |
| Wiiで遊ぶ マリオテニスGC                          | 2009年1月15日  | 任天堂                                 | Wii                         | 28万本   |          | |
| 黄金の太陽 漆黒なる夜明け                         | 2010年10月28日 | 任天堂                                 | ニンテンドーDS              | 8万本    |          | |
| マリオテニス オープン                             | 2012年5月24日  | 任天堂                                 | ニンテンドー3DS             | 35万本   | 111万本  | |
| マリオゴルフ ワールドツアー                       | 2014年5月1日   | 任天堂                                 | ニンテンドー3DS             | 13万本   |          | 有料追加コンテンツとしてマリオゴルフ64のコースが配信された。                                       |
| マリオテニス ウルトラスマッシュ                   | 2016年1月28日  | 任天堂                                 | Wii U                       | 13.5万本 |          | |
| マリオスポーツ スーパースターズ                   | 2017年3月30日  | 任天堂                                 | ニンテンドー3DS             | 12万本   |          | テニスとゴルフ部分を担当した。                                                                     |
| マリオテニス エース                               | 2018年6月22日  | 任天堂                                 | Nintendo Switch             | 55万本   | 450万本  | 一ヶ月ごとにアップデートでキャラクターが追加された。（2018年7月-2019年7月）                        |
| マリオゴルフ スーパーラッシュ                     | 2021年6月25日  | 任天堂                                 | Nintendo Switch             | 31万本   | 248万本  | 据え置き機としては18年ぶり。5回の無料アップデートで色んなキャラクターやコースが追加された。        |